# Unnamalaikadai
Unnamalaikadai is een panchayatdorp in het district Kanyakumari van de Indiase staat Tamil Nadu. 

## Demografie
Volgens de Indiase volkstelling van 2001 wonen er 19.938 mensen in Unnamalaikadai, waarvan 51% mannelijk en 49% vrouwelijk is. De plaats heeft een alfabetiseringsgraad van 82%. 